# 米尼克斯山
米尼克斯山（西班牙語：Volcán Miñiques），是智利的山峰，位於該國北部安托法加斯塔大區，處於奇利克斯火山以南21公里，屬於安第斯山脈的一部分，海拔高度5,910米。